# Élections législatives de 1968 dans la Haute-Garonne
Les élections législatives françaises de 1968 se déroulent les 23 et 30 juin 1968. Dans le département de la Haute-Garonne, six députés sont à élire dans le cadre de six circonscriptions.

## Élus
| Circonscription | Député sortant  | Parti | Parti          | Député élu ou réélu   | Parti | Parti          |
| --------------- | --------------- | ----- | -------------- | --------------------- | ----- | -------------- |
| 1re             | André Rey       |       | FGDS (SFIO)    | Alexandre Sanguinetti |       | UDR            |
| 2e              | André Rousselet |       | FGDS (CIR)     | Pierre Baudis         |       | RI             |
| 3e              | Georges Delpech |       | FGDS (SFIO)    | Jacques Moron         |       | UDR            |
| 4e              | Jean Dardé      |       | FGDS (SFIO)    | Jean Dardé            |       | FGDS (SFIO)    |
| 5e              | Jacques Douzans |       | Modérés        | Jacques Douzans       |       | Modérés        |
| 6e              | Hippolyte Ducos |       | FGDS (Radical) | Hippolyte Ducos       |       | FGDS (Radical) |

## Résultats

### Résultats à l'échelle du département
| Parti          | Parti                                           | Premier tour | Premier tour | Second tour | Second tour | Sièges |
| Parti          | Parti                                           | Voix         | %            | Voix        | %           | Sièges |
| -------------- | ----------------------------------------------- | ------------ | ------------ | ----------- | ----------- | ------ |
|                | Union pour la défense de la République          | 66 708       | 22,23        | 73 023      | 35,84       | 2      |
|                | Républicains indépendants                       | 42 821       | 14,27        | 45 462      | 15,46       | 1      |
|                | Divers droite (gaulliste)                       | 6 080        | 2,03         |             |             | 0      |
|                | Union des républicains de progrès               | 115 609      | 38,52        | 118 485     | 40,31       | 3      |
|                |                                                 |              |              |             |             |        |
|                | Section française de l'Internationale ouvrière  | 59 414       | 19,80        | 99 547      | 33,86       | 1      |
|                | Parti radical                                   | 13 122       | 4,37         | 23 042      | 7,84        | 1      |
|                | Convention des institutions républicaines       | 12 273       | 4,09         | 22 930      | 7,80        | 0      |
|                | Fédération de la gauche démocrate et socialiste | 84 809       | 28,26        | 145 519     | 49,50       | 2      |
|                |                                                 |              |              |             |             |        |
|                | Parti communiste français                       | 45 917       | 15,30        | Retrait     | Retrait     | 0      |
|                | Progrès et démocratie moderne                   | 36 305       | 12,10        | 29 965      | 10,19       | 1      |
|                | Parti socialiste unifié                         | 14 716       | 4,90         |             |             | 0      |
|                | Parti radical                                   | 1 915        | 0,64         | 0           |             |        |
|                | Technique et démocratie                         | 859          | 0,29         | 0           |             |        |
|                |                                                 |              |              |             |             |        |
| Inscrits       | Inscrits                                        | 391 103      | 100,00       | 391 096     | 100,00      | 6      |
| Abstentions    | Abstentions                                     | 85 438       | 21,85        | 90 381      | 23,11       |        |
| Votants        | Votants                                         | 305 665      | 78,15        | 300 715     | 76,89       |        |
| Blancs et nuls | Blancs et nuls                                  | 5 535        | 1,81         | 6 746       | 2,24        |        |
| Exprimés       | Exprimés                                        | 300 130      | 98,19        | 293 969     | 97,76       |        |

### Résultats par circonscription

#### Première circonscription (Toulouse-Nord)
| Candidat       | Candidat                  | Parti          | Premier tour | Premier tour | Second tour | Second tour |  |
| Candidat       | Candidat                  | Parti          | Voix         | %            | Voix        | %           |  |
| -------------- | ------------------------- | -------------- | ------------ | ------------ | ----------- | ----------- |  |
|                | Alexandre Sanguinetti élu | UDR (URP)      | 16 694       | 37,59        | 21 903      | 50,9        |  |
|                | André Rey sortant         | FGDS (SFIO)    | 12 407       | 27,94        | 21 125      | 49,1        |  |
|                | Jean Boulet               | PCF            | 6 644        | 14,96        | Retrait     | Retrait     |  |
|                | Lucien Vieillard          | RI             | 3 115        | 7,01         |             |             |  |
|                | Jean-Pierre Lloret        | CD (PDM)       | 2 054        | 4,63         |             |             |  |
|                | Jean Maubec               | Radsoc         | 1 915        | 4,31         |             |             |  |
|                | Jean Porterie             | PSU            | 1 579        | 3,56         |             |             |  |
|                |                           |                |              |              |             |             |  |
| Inscrits       | Inscrits                  | Inscrits       | 58 006       | 100,00       | 58 008      | 100,00      |  |
| Abstentions    | Abstentions               | Abstentions    | 12 898       | 22,24        | 13 939      | 24,03       |  |
| Votants        | Votants                   | Votants        | 45 108       | 77,76        | 44 069      | 75,97       |  |
| Blancs et nuls | Blancs et nuls            | Blancs et nuls | 700          | 1,55         | 1 041       | 2,36        |  |
| Exprimés       | Exprimés                  | Exprimés       | 44 408       | 98,45        | 43 028      | 97,64       |  |

#### Deuxième circonscription (Toulouse-Centre)
| Candidat       | Candidat                | Parti                     | Premier tour | Premier tour | Second tour | Second tour |  |
| Candidat       | Candidat                | Parti                     | Voix         | %            | Voix        | %           |  |
| -------------- | ----------------------- | ------------------------- | ------------ | ------------ | ----------- | ----------- |  |
|                | Pierre Baudis élu       | RI (URP)                  | 19 931       | 38,87        | 26 948      | 54,03       |  |
|                | André Rousselet sortant | FGDS (CIR)                | 12 273       | 23,94        | 22 930      | 45,97       |  |
|                | Georges Malgouyres      | PCF                       | 8 173        | 15,94        | Retrait     | Retrait     |  |
|                | René Segond             | Divers droite (Gaulliste) | 5 087        | 9,92         |             |             |  |
|                | Jean Castan             | CD (PDM)                  | 3 147        | 6,14         |             |             |  |
|                | Pierre Patin            | PSU                       | 1 804        | 3,52         |             |             |  |
|                | Henri de Lassus         | TD                        | 859          | 1,68         |             |             |  |
|                |                         |                           |              |              |             |             |  |
| Inscrits       | Inscrits                | Inscrits                  | 67 885       | 100,00       | 67 884      | 100,00      |  |
| Abstentions    | Abstentions             | Abstentions               | 15 784       | 23,25        | 17 014      | 25,06       |  |
| Votants        | Votants                 | Votants                   | 52 101       | 76,75        | 50 870      | 74,94       |  |
| Blancs et nuls | Blancs et nuls          | Blancs et nuls            | 827          | 1,59         | 992         | 1,95        |  |
| Exprimés       | Exprimés                | Exprimés                  | 51 274       | 98,41        | 49 878      | 98,05       |  |

#### Troisième circonscription (Toulouse-Sud)
| Candidat       | Candidat                | Parti                     | Premier tour | Premier tour | Second tour | Second tour |  |
| Candidat       | Candidat                | Parti                     | Voix         | %            | Voix        | %           |  |
| -------------- | ----------------------- | ------------------------- | ------------ | ------------ | ----------- | ----------- |  |
|                | Jacques Moron élu       | UDR (URP)                 | 18 818       | 33,43        | 27 806      | 50,65       |  |
|                | Georges Delpech sortant | FGDS (SFIO)               | 15 665       | 27,83        | 27 092      | 49,35       |  |
|                | Jean Llante             | PCF                       | 8 472        | 15,05        | Retrait     | Retrait     |  |
|                | Jean-Paul Pigasse       | RI                        | 5 805        | 10,31        |             |             |  |
|                | Georges Boulanger       | CD (PDM)                  | 3 839        | 6,82         |             |             |  |
|                | Alain Béneteau          | PSU                       | 2 691        | 4,78         |             |             |  |
|                | Raoul Exquerra          | Divers droite (Gaulliste) | 993          | 1,76         |             |             |  |
|                |                         |                           |              |              |             |             |  |
| Inscrits       | Inscrits                | Inscrits                  | 73 484       | 100,00       | 73 484      | 100,00      |  |
| Abstentions    | Abstentions             | Abstentions               | 16 309       | 22,19        | 17 263      | 23,49       |  |
| Votants        | Votants                 | Votants                   | 57 175       | 77,81        | 56 221      | 76,51       |  |
| Blancs et nuls | Blancs et nuls          | Blancs et nuls            | 892          | 1,56         | 1 323       | 2,35        |  |
| Exprimés       | Exprimés                | Exprimés                  | 56 283       | 98,44        | 54 898      | 97,65       |  |

#### Quatrième circonscription (Toulouse-Ouest)
| Candidat       | Candidat                 | Parti          | Premier tour | Premier tour | Second tour | Second tour |  |
| Candidat       | Candidat                 | Parti          | Voix         | %            | Voix        | %           |  |
| -------------- | ------------------------ | -------------- | ------------ | ------------ | ----------- | ----------- |  |
|                | Thadée Diffre            | UDR (URP)      | 17 693       | 31,75        | 23 314      | 43,5        |  |
|                | Jean Dardé sortant réélu | FGDS (SFIO)    | 17 247       | 30,95        | 30 285      | 56,5        |  |
|                | Robert Boules            | PCF            | 10 287       | 18,46        | Retrait     | Retrait     |  |
|                | Armand Vigneu            | RI             | 4 108        | 7,37         |             |             |  |
|                | Marius Soler             | CD (PDM)       | 4 008        | 7,19         |             |             |  |
|                | Roger Daubon             | PSU            | 2 385        | 4,28         |             |             |  |
|                |                          |                |              |              |             |             |  |
| Inscrits       | Inscrits                 | Inscrits       | 71 575       | 100,00       | 71 577      | 100,00      |  |
| Abstentions    | Abstentions              | Abstentions    | 14 884       | 20,79        | 16 692      | 23,32       |  |
| Votants        | Votants                  | Votants        | 56 691       | 79,21        | 54 885      | 76,68       |  |
| Blancs et nuls | Blancs et nuls           | Blancs et nuls | 963          | 1,7          | 1 286       | 2,34        |  |
| Exprimés       | Exprimés                 | Exprimés       | 55 728       | 98,3         | 53 599      | 97,66       |  |

#### Cinquième circonscription (Muret)
| Candidat       | Candidat                      | Parti          | Premier tour | Premier tour | Second tour | Second tour |  |
| Candidat       | Candidat                      | Parti          | Voix         | %            | Voix        | %           |  |
| -------------- | ----------------------------- | -------------- | ------------ | ------------ | ----------- | ----------- |  |
|                | Jacques Douzans sortant réélu | Modérés (PDM)  | 23 257       | 45,07        | 29 965      | 58,74       |  |
|                | Jean Esterle                  | FGDS (SFIO)    | 14 095       | 27,31        | 21 045      | 41,26       |  |
|                | Claude Llabres                | PCF            | 6 641        | 12,87        | Retrait     | Retrait     |  |
|                | Roger Badellino               | UDR (URP)      | 6 027        | 11,68        |             |             |  |
|                | Pierre Jourda                 | PSU            | 1 583        | 3,07         |             |             |  |
|                |                               |                |              |              |             |             |  |
| Inscrits       | Inscrits                      | Inscrits       | 63 845       | 100,00       | 63 846      | 100,00      |  |
| Abstentions    | Abstentions                   | Abstentions    | 11 112       | 17,4         | 11 697      | 18,32       |  |
| Votants        | Votants                       | Votants        | 52 733       | 82,6         | 52 149      | 81,68       |  |
| Blancs et nuls | Blancs et nuls                | Blancs et nuls | 1 130        | 2,14         | 1 139       | 2,18        |  |
| Exprimés       | Exprimés                      | Exprimés       | 51 603       | 97,86        | 51 010      | 97,82       |  |

#### Sixième circonscription (Saint-Gaudens)
| Candidat       | Candidat                      | Parti          | Premier tour | Premier tour | Second tour | Second tour |  |
| Candidat       | Candidat                      | Parti          | Voix         | %            | Voix        | %           |  |
| -------------- | ----------------------------- | -------------- | ------------ | ------------ | ----------- | ----------- |  |
|                | Hippolyte Ducos sortant réélu | FGDS (Radical) | 13 122       | 32,13        | 23 042      | 55,45       |  |
|                | Hugues-Vincent Barbe          | RI (URP)       | 9 862        | 24,15        | 18 514      | 44,55       |  |
|                | Armand de Bertrand Pibrac     | UDR            | 7 476        | 18,31        | Retrait     | Retrait     |  |
|                | André Gélis                   | PCF            | 5 700        | 13,96        | Retrait     | Retrait     |  |
|                | Achille Auban                 | PSU            | 4 674        | 11,45        |             |             |  |
|                |                               |                |              |              |             |             |  |
| Inscrits       | Inscrits                      | Inscrits       | 56 308       | 100,00       | 56 297      | 100,00      |  |
| Abstentions    | Abstentions                   | Abstentions    | 14 451       | 25,66        | 13 776      | 24,47       |  |
| Votants        | Votants                       | Votants        | 41 857       | 74,34        | 42 521      | 75,53       |  |
| Blancs et nuls | Blancs et nuls                | Blancs et nuls | 1 023        | 2,44         | 965         | 2,27        |  |
| Exprimés       | Exprimés                      | Exprimés       | 40 834       | 97,56        | 41 556      | 97,73       |  |